# Dipartimento di Boumdeid
Il dipartimento di Boumdeid è un dipartimento (moughataa) della regione di Assaba in Mauritania con capoluogo Boumdeid.
Il dipartimento comprende 3 comuni:
- Boumdeid
- Hsey Tin
- Laftah